# 세드리크 몽공구
세드리크 몽공구(프랑스어: Cédric Mongongu, 1989년 6월 22일 ~ )는 콩고 민주 공화국 킨샤사 출신의 축구 선수로 포지션은 수비수이다. 어린 나이에 콩고 민주 공화국에서 프랑스로 오게 된 덕분에 프랑스 국적을 취득할 수 있었고, 콩고 민주 공화국과 프랑스 두 개의 국적을 가지게 되었다. 몽공구는 2005년 AS 모나코에 입단해 2007년 처음으로 모습을 보였다. 2008-2009 시즌에서 22경기를 뛰며 가치를 입증한 몽공구는 바이에른 뮌헨, 유벤투스, 아스널, 레알 마드리드 등 빅클럽의 관심을 받고 있다.